# The Legendary
The Legendary è il secondo EP del gruppo musicale statunitense The Roots, pubblicato nel 1999 dalla MCA Records.

## Tracce
1. Intro/Jusufckwithis
2. Table of Contents Part 3
3. The Ultimate (Live)
4. Battlestar ?uestacular Part 3-The Search for Scratch
5. The Next Movement (Live)